# Trà Lĩnh (huyện)
Trà Lĩnh là một huyện cũ thuộc tỉnh Cao Bằng, Việt Nam.
Ngày 1 tháng 3 năm 2020, huyện Trà Lĩnh giải thể, phần lớn địa bàn sáp nhập vào huyện Trùng Khánh, riêng xã Quốc Toản sáp nhập với hai huyện Phục Hòa và Quảng Uyên thành huyện Quảng Hòa.

## Địa lý
Huyện Trà Lĩnh trước đây nằm ở phía bắc tỉnh Cao Bằng, có vị trí địa lý:
- Phía đông giáp huyện Trùng Khánh
- Phía tây giáp huyện Hà Quảng và huyện Hòa An
- Phía nam giáp huyện Hòa An và huyện Quảng Uyên
- Phía bắc giáp Quảng Tây, Trung Quốc.

Đến năm 2019, huyện Trà Lĩnh có diện tích 251,18 km², dân số là 22.354 người, mật độ dân số đạt 88 người/km². Huyện lỵ là thị trấn Hùng Quốc nằm trên Quốc lộ 34 kéo dài (đoạn đèo Mã Phục - Cửa khẩu Trà Lĩnh), cách thành phố Cao Bằng 37 km về hướng bắc và biên giới Việt Nam - Trung Quốc 5 km về hướng nam.

## Lịch sử
Trà Lĩnh vốn là một tổng thuộc châu Thượng Lang, phủ Trùng Khánh, tỉnh Cao Bằng.
Năm 1942, tổng Trà Lĩnh được tách ra để thành lập châu Trấn Biên, đến năm 1948 gọi là huyện Trấn Biên.
Ngày 20 tháng 3 năm 1958, huyện Trấn Biên đổi tên thành huyện Trà Lĩnh theo Nghị định số 153-TTg của Thủ tướng Chính phủ.
Năm 1975, tỉnh Cao Bằng hợp nhất với tỉnh Lạng Sơn thành tỉnh Cao Lạng, huyện Trà Lĩnh thuộc tỉnh Cao Lạng. Tuy nhiên, đến năm 1978, tỉnh Cao Bằng được tái lập, huyện Trà Lĩnh trở lại thuộc tỉnh Cao Bằng, gồm 8 xã: Cao Chương, Hùng Quốc, Lưu Ngọc, Quang Hán, Quang Trung, Quang Vinh, Tri Phương, Xuân Nội.
Ngày 10 tháng 6 năm 1981, chuyển xã Quốc Toản thuộc huyện Quảng Hòa và xã Cô Mười thuộc huyện Hà Quảng về huyện Trà Lĩnh quản lý.
Ngày 11 tháng 8 năm 1999, chuyển xã Hùng Quốc thành thị trấn Hùng Quốc, thị trấn huyện lỵ huyện Trà Lĩnh.
Ngày 10 tháng 1 năm 2020, Ủy ban Thường vụ Quốc hội ban hành Nghị quyết số 864/NQ-UBTVQH14 về việc sắp xếp các đơn vị hành chính cấp huyện, cấp xã thuộc tỉnh Cao Bằng (nghị quyết có hiệu lực từ ngày 1 tháng 2 năm 2020). Theo đó:
- Sáp nhập xã Lưu Ngọc vào xã Quang Vinh
- Sáp nhập xã Cô Mười vào xã Quang Hán.

Sau khi sắp xếp, huyện Trà Lĩnh có 8 đơn vị hành chính cấp xã trực thuộc, bao gồm thị trấn Hùng Quốc (huyện lỵ) và 7 xã: Cao Chương, Quang Hán, Quang Trung, Quang Vinh, Quốc Toản, Tri Phương, Xuân Nội.
Ngày 11 tháng 2 năm 2020, Ủy ban Thường vụ Quốc hội ban hành Nghị quyết số 897/NQ-UBTVQH14 về việc sắp xếp các đơn vị hành chính cấp huyện và đổi tên đơn vị hành chính cấp xã thuộc tỉnh Cao Bằng (nghị quyết có hiệu lực từ ngày 1 tháng 3 năm 2020). Theo đó:
- Giải thể huyện Trà Lĩnh
- Sáp nhập xã Quốc Toản với hai huyện Quảng Uyên và Phục Hòa để tái lập huyện Quảng Hòa
- Sáp nhập phần còn lại của huyện Trà Lĩnh vào huyện Trùng Khánh.
- Đổi tên thị trấn Hùng Quốc thành thị trấn Trà Lĩnh.